# Владичаска (Калараш)
Владичаска (рум. Vlădiceasca) насеље је у Румунији у округу Калараш у општини Ваља Арговеј. Oпштина се налази на надморској висини од 44 m.

## Становништво
Према подацима из 2002. године у насељу је живело 315 становника.

### Попис2002.
| Расподела становништва по националности 2002.‍ | Расподела становништва по националности 2002.‍ | Расподела становништва по националности 2002.‍ | Расподела становништва по националности 2002.‍ | Расподела становништва по националности 2002.‍ |
| --------------------------------------------- | --------------------------------------------- | --------------------------------------------- | --------------------------------------------- | --------------------------------------------- |
|                                               |                                               |                                               |                                               |                                               |
| Румуни                                        | Румуни                                        |                                               | 240                                           | 76,2%                                         |
| Роми                                          | Роми                                          |                                               | 75                                            | 23,8%                                         |